# BSマンガ夜話
『BSマンガ夜話』（BSマンガやわ）は、NHK・BS2で1996年から2009年まで不定期に放送されたテレビ番組である。全144回（全37弾）。
3時間のスペシャル番組『BSマンガ天国』についても記述する。

## 概要
「1つの漫画作品を1時間かけて徹底的に語り合う」番組である。元々は1回限りの企画だったが、視聴者からの反響があり年4回の放送となった。作品の解説に留まらずに、作品の深い考察や業界の裏話にまで話が及ぶのが特徴である。第37弾までに144作品の漫画が取り上げられた。
NHKのBS枠編成の都合により、第32弾にて中断した。2007年11月に、2年9か月振りに放送が再開され、同時にハイビジョン制作化された。2009年12月の第37弾をもって終了した。
中断期間には、姉妹番組『BSアニメ夜話』が随時放送された。他に、この番組のスタイルを踏襲した『BS音盤夜話』、『BS海外ドラマ夜話』が製作された。スタイルは異なるが、本番組と『熱中時間 忙中"趣味"あり』のコンセプトを合わせたような『BS熱中夜話』が制作された。

## 出演者
2009年時点のレギュラー
- 司会
  - 大月隆寛（民俗学者）
第2弾までは斎藤、岡田と交代で司会を担当。第1弾・第2弾の一部の回ではパネリストとして出演。第6弾では、体調不良のため2日目以降は欠席。
- パネリスト
  - いしかわじゅん（漫画家）
レギュラー出演者の中で、唯一の皆勤出演。
  - 岡田斗司夫（作家）
第2弾と第6弾2日目の司会を担当。第27弾1日目は体調不良のため欠席。
  - 夏目房之介（マンガコラムニスト）
第12弾まで不定期で休んでいた。
- アシスタント
  - 笹峯あい（女優）
第14弾 - 第22弾、第26弾 - 。

過去の出演者
- 司会
  - 斎藤光（京都精華大学人文学部教授） - 第1弾
- アシスタント
  - 松野美由紀 - 第1弾
  - 都木涼子 - 第2・3弾
  - 川村ティナ - 第4・5弾
  - 田中有紀美 - 第6弾前半
  - 平山さとみ - 第6弾後半
  - 浜家有文子 - 第7・9弾
  - 堤満莉子 - 第8弾・第11 - 13弾
  - 有坂来瞳（タレント） - 第10弾
  - 佐藤江梨子（女優） - 第23弾
  - 豊口めぐみ（声優） - 第24・25弾

出演回数の多いゲスト
- 夢枕獏（作家）
- 大槻ケンヂ（ミュージシャン・作家）
- 村上知彦（漫画評論家）
- 美保純（女優）
- 北野誠（タレント） - 第6弾後半の司会を担当。
- 山田五郎（評論家）
- 呉智英（評論家）
- 一条ゆかり（漫画家）
- よゐこ（タレント）

## 番組構成
原則的に、1人の作家で取り上げられるのは1作品のみである。
司会の大月隆寛（初期の数回は斎藤光）が女性アシスタントとともに進行した。いしかわじゅん、岡田斗司夫、夏目房之介の3名がレギュラーメンバーとして出演し、これに各回ごとに1人から3人のゲストが加わり、視聴者のFAXや電子メールを紹介しながら番組を進行する。
岡田によれば大月が進行、いしかわが暴言や断言、夏目が分析、岡田が「イレギュラー担当」「分からない担当」といった具合に異なる役割を担っていた。夏目によれば、自身といしかわを団塊世代、大月と岡田をオタク世代と位置づけ、旧世代による昔語りを、それに次ぐ世代が自覚的に聞き役に回る構造となっていたとし、さらに大月や岡田らオタク世代がそれより下の世代のゲストや年少の視聴者に向け、旧世代の見解を橋渡しする役割を担っていたとしている。
基本的に生放送であるが、まれに公開録画を放映する。
評論としては、メタな視点からの分析になることが多い。また、テレビ番組的、娯楽的な要請から、いしかわが直接的な言葉で作品の優劣を断定する点も番組の魅力のひとつとなっていたが、ともすると悪口にも聞こえるそれらの発言が作品の熱心なファン、あるいは作者本人、作者の身内から否定的に受け取られることもしばしばある。
- コーナー「夏目の目」
  - レギュラーの夏目が、主にコマ割りや描線から作品の表現技法やテーマを解説するコーナー。ただし毎回あるわけではない。
  - 夏目不在の時には、いしかわが代理で「いしかわ式」[注 3]を担当したり、岡田の「岡田モード」[注 4]、大月の「大月流」などが存在する。

## 放送時間
シリーズや日によって、放送時間が変更される場合があった。
- 24:15 - 25:15（第1弾）
- 20:00 - 23:00（スペシャル）
- 23:00 - 24:00（第2弾・第4弾）
- 23:30 - 24:30（第3弾）
- 22:00 - 23:00（第5弾 - 第12弾）
- 24:00 - 25:00（第13弾 - 第25弾）
- 23:00 - 24:00（第26弾 - 第32弾）
- 24:00 - 24:55（第33弾 - 第35弾・第37弾）
- 24:40 - 25:35（第36弾）

## 放送リスト
| 回数   | 放送期間                                 | 取り上げた作品                 | 作品原作者                     |
| ------ | ---------------------------------------- | ------------------------------ | ------------------------------ |
| 第1弾  | 1996年8月19日 - 22日、 8月26日 - 8月29日 | 童夢                           | 大友克洋                       |
| 第1弾  | 1996年8月19日 - 22日、 8月26日 - 8月29日 | ポーの一族                     | 萩尾望都                       |
| 第1弾  | 1996年8月19日 - 22日、 8月26日 - 8月29日 | 秋日子かく語りき               | 大島弓子                       |
| 第1弾  | 1996年8月19日 - 22日、 8月26日 - 8月29日 | めぞん一刻                     | 高橋留美子                     |
| 第1弾  | 1996年8月19日 - 22日、 8月26日 - 8月29日 | Pink                           | 岡崎京子                       |
| 第1弾  | 1996年8月19日 - 22日、 8月26日 - 8月29日 | 櫻の園                         | 吉田秋生                       |
| 第1弾  | 1996年8月19日 - 22日、 8月26日 - 8月29日 | バタアシ金魚                   | 望月峯太郎                     |
| 第1弾  | 1996年8月19日 - 22日、 8月26日 - 8月29日 | 花男                           | 松本大洋                       |
| 第2弾  | 1997年1月6日 - 10日                      | Dr.スランプ                    | 鳥山明                         |
| 第2弾  | 1997年1月6日 - 10日                      | SLAM DUNK                      | 井上雄彦                       |
| 第2弾  | 1997年1月6日 - 10日                      | 日出処の天子                   | 山岸凉子                       |
| 第2弾  | 1997年1月6日 - 10日                      | 幻想の普通少女                 | 内田春菊                       |
| 第2弾  | 1997年1月6日 - 10日                      | ぼくとフリオと校庭で           | 諸星大二郎                     |
| 第3弾  | 1997年5月26日 - 30日                     | わたしは真悟                   | 楳図かずお                     |
| 第3弾  | 1997年5月26日 - 30日                     | 動物のお医者さん               | 佐々木倫子                     |
| 第3弾  | 1997年5月26日 - 30日                     | 紅い花                         | つげ義春                       |
| 第3弾  | 1997年5月26日 - 30日                     | 行け!稲中卓球部                | 古谷実                         |
| 第3弾  | 1997年5月26日 - 30日                     | 美貌の果実                     | 川原泉                         |
| 第4弾  | 1997年9月22日 - 26日                     | 巨人の星                       | 梶原一騎 川崎のぼる            |
| 第4弾  | 1997年9月22日 - 26日                     | 幽☆遊☆白書                     | 冨樫義博                       |
| 第4弾  | 1997年9月22日 - 26日                     | はみだしっ子                   | 三原順                         |
| 第4弾  | 1997年9月22日 - 26日                     | TO-Y                           | 上條淳士                       |
| 第4弾  | 1997年9月22日 - 26日                     | タッチ                         | あだち充                       |
| 第5弾  | 1998年2月23日 - 27日                     | 伝染るんです。                 | 吉田戦車                       |
| 第5弾  | 1998年2月23日 - 27日                     | メイキン・ハッピィ             | 桜沢エリカ                     |
| 第5弾  | 1998年2月23日 - 27日                     | 攻殻機動隊                     | 士郎正宗                       |
| 第5弾  | 1998年2月23日 - 27日                     | うちのママが言うことには       | 岩館真理子                     |
| 第5弾  | 1998年2月23日 - 27日                     | ナニワ金融道                   | 青木雄二                       |
| 第6弾  | 1998年5月25日 - 28日                     | サイボーグ009                  | 石ノ森章太郎                   |
| 第6弾  | 1998年5月25日 - 28日                     | すすめ!!パイレーツ             | 江口寿史                       |
| 第6弾  | 1998年5月25日 - 28日                     | 寄生獣                         | 岩明均                         |
| 第6弾  | 1998年5月25日 - 28日                     | 俺の空                         | 本宮ひろ志                     |
| 第7弾  | 1998年8月24日 - 27日                     | 北斗の拳                       | 武論尊 原哲夫                  |
| 第7弾  | 1998年8月24日 - 27日                     | バビル2世                      | 横山光輝                       |
| 第7弾  | 1998年8月24日 - 27日                     | エロイカより愛をこめて         | 青池保子                       |
| 第7弾  | 1998年8月24日 - 27日                     | 悪魔くん千年王国               | 水木しげる                     |
| 第8弾  | 1998年11月9日 - 11日                     | 賭博黙示録カイジ               | 福本伸行                       |
| 第8弾  | 1998年11月9日 - 11日                     | ぼのぼの                       | いがらしみきお                 |
| 第8弾  | 1998年11月9日 - 11日                     | 編集王                         | 土田世紀                       |
| 第9弾  | 1999年3月8日 - 10日                      | ベルセルク                     | 三浦建太郎                     |
| 第9弾  | 1999年3月8日 - 10日                      | ちびまる子ちゃん               | さくらももこ                   |
| 第9弾  | 1999年3月8日 - 10日                      | 1・2の三四郎                   | 小林まこと                     |
| 第10弾 | 1999年7月5日 - 7日                       | MASTERキートン                 | 浦沢直樹 勝鹿北星              |
| 第10弾 | 1999年7月5日 - 7日                       | 覚悟のススメ                   | 山口貴由                       |
| 第10弾 | 1999年7月5日 - 7日                       | エースをねらえ!                | 山本鈴美香                     |
| 第11弾 | 1999年8月30日 - 9月1日                   | デビルマン                     | 永井豪                         |
| 第11弾 | 1999年8月30日 - 9月1日                   | ぼくんち                       | 西原理恵子                     |
| 第11弾 | 1999年8月30日 - 9月1日                   | ドラえもん                     | 藤子・F・不二雄                |
| 第12弾 | 1999年11月8日 - 10日                     | ガラスの仮面                   | 美内すずえ                     |
| 第12弾 | 1999年11月8日 - 10日                     | 天才バカボン                   | 赤塚不二夫                     |
| 第12弾 | 1999年11月8日 - 10日                     | 機動警察パトレイバー           | ゆうきまさみ                   |
| 第13弾 | 2000年3月6日 - 9日                       | がきデカ                       | 山上たつひこ                   |
| 第13弾 | 2000年3月6日 - 9日                       | アストロ球団                   | 遠崎史朗 中島徳博              |
| 第13弾 | 2000年3月6日 - 9日                       | 肉弾時代                       | 宮谷一彦                       |
| 第13弾 | 2000年3月6日 - 9日                       | 陰陽師                         | 岡野玲子 夢枕獏                |
| 第14弾 | 2000年5月1日 - 4日                       | 嗚呼!!花の応援団               | どおくまん                     |
| 第14弾 | 2000年5月1日 - 4日                       | るきさん                       | 高野文子                       |
| 第14弾 | 2000年5月1日 - 4日                       | 不条理日記                     | 吾妻ひでお                     |
| 第14弾 | 2000年5月1日 - 4日                       | 沈黙の艦隊                     | かわぐちかいじ                 |
| 第15弾 | 2000年7月31日 - 8月2日                   | 天才柳沢教授の生活             | 山下和美                       |
| 第15弾 | 2000年7月31日 - 8月2日                   | 哭きの竜                       | 能條純一                       |
| 第15弾 | 2000年7月31日 - 8月2日                   | 野球狂の詩                     | 水島新司                       |
| 第16弾 | 2000年10月30日 - 11月2日                 | 聖闘士星矢                     | 車田正美                       |
| 第16弾 | 2000年10月30日 - 11月2日                 | 正しい恋愛のススメ             | 一条ゆかり                     |
| 第16弾 | 2000年10月30日 - 11月2日                 | ホモホモ7                      | みなもと太郎                   |
| 第16弾 | 2000年10月30日 - 11月2日                 | みどりのマキバオー             | つの丸                         |
| 第17弾 | 2001年2月26日 - 3月1日                   | カスミ伝S                      | 唐沢なをき                     |
| 第17弾 | 2001年2月26日 - 3月1日                   | うしおととら                   | 藤田和日郎                     |
| 第17弾 | 2001年2月26日 - 3月1日                   | 純情クレージーフルーツ         | 松苗あけみ                     |
| 第17弾 | 2001年2月26日 - 3月1日                   | 岸和田博士の科学的愛情         | トニーたけざき                 |
| 第18弾 | 2001年5月28日 - 31日                     | キン肉マン                     | ゆでたまご                     |
| 第18弾 | 2001年5月28日 - 31日                     | 花咲ける青少年                 | 樹なつみ                       |
| 第18弾 | 2001年5月28日 - 31日                     | 忍者武芸帳 影丸伝              | 白土三平                       |
| 第18弾 | 2001年5月28日 - 31日                     | ここだけのふたり!!             | 森下裕美                       |
| 第19弾 | 2001年8月6日 - 9日                       | あしたのジョー                 | 高森朝雄 ちばてつや            |
| 第19弾 | 2001年8月6日 - 9日                       | できんボーイ                   | 田村信                         |
| 第19弾 | 2001年8月6日 - 9日                       | あたしンち                     | けらえいこ                     |
| 第19弾 | 2001年8月6日 - 9日                       | 湘南爆走族                     | 吉田聡                         |
| 第20弾 | 2001年10月29日 - 11月1日                 | 魁!!男塾                       | 宮下あきら                     |
| 第20弾 | 2001年10月29日 - 11月1日                 | サードガール                   | 西村しのぶ                     |
| 第20弾 | 2001年10月29日 - 11月1日                 | キバの紋章                     | 真崎守                         |
| 第20弾 | 2001年10月29日 - 11月1日                 | ハートカクテル                 | わたせせいぞう                 |
| 第21弾 | 2002年2月25日 - 28日                     | アイランド                     | 尹仁完 梁慶一                  |
| 第21弾 | 2002年2月25日 - 28日                     | 青の6号                        | 小澤さとる                     |
| 第21弾 | 2002年2月25日 - 28日                     | 課長島耕作                     | 弘兼憲史                       |
| 第21弾 | 2002年2月25日 - 28日                     | おいしい関係                   | 槇村さとる                     |
| 第22弾 | 2002年4月1日 - 3日                       | メトロポリス                   | 手塚治虫                       |
| 第22弾 | 2002年4月1日 - 3日                       | W3                             | 手塚治虫                       |
| 第22弾 | 2002年4月1日 - 3日                       | ブラック・ジャック             | 手塚治虫                       |
| 第23弾 | 2002年8月5日 - 8日                       | マカロニほうれん荘             | 鴨川つばめ                     |
| 第23弾 | 2002年8月5日 - 8日                       | ぶっせん                       | 三宅乱丈                       |
| 第23弾 | 2002年8月5日 - 8日                       | 星のたてごと                   | 水野英子                       |
| 第23弾 | 2002年8月5日 - 8日                       | 空手バカ一代                   | 梶原一騎 つのだじろう 影丸穣也 |
| 第24弾 | 2002年10月28日 - 31日                    | 最終兵器彼女                   | 高橋しん                       |
| 第24弾 | 2002年10月28日 - 31日                    | 燃えよペン                     | 島本和彦                       |
| 第24弾 | 2002年10月28日 - 31日                    | 百鬼夜行抄                     | 今市子                         |
| 第24弾 | 2002年10月28日 - 31日                    | 子連れ狼                       | 小池一夫 小島剛夕              |
| 第25弾 | 2003年2月24日 - 27日                     | 魁!!クロマティ高校             | 野中英次                       |
| 第25弾 | 2003年2月24日 - 27日                     | エリート狂走曲                 | 弓月光                         |
| 第25弾 | 2003年2月24日 - 27日                     | 8マン                          | 平井和正 桑田二郎              |
| 第25弾 | 2003年2月24日 - 27日                     | あずみ                         | 小山ゆう                       |
| 第26弾 | 2003年5月26日 - 29日                     | 銀河鉄道999                    | 松本零士                       |
| 第26弾 | 2003年5月26日 - 29日                     | ファイブスター物語             | 永野護                         |
| 第26弾 | 2003年5月26日 - 29日                     | 風と木の詩                     | 竹宮惠子                       |
| 第26弾 | 2003年5月26日 - 29日                     | 弥次喜多in DEEP                | しりあがり寿                   |
| 第27弾 | 2003年8月25日 - 28日                     | 無用ノ介                       | さいとう・たかを               |
| 第27弾 | 2003年8月25日 - 28日                     | 雲の上のキスケさん             | 鴨居まさね                     |
| 第27弾 | 2003年8月25日 - 28日                     | 少年西遊記                     | 杉浦茂                         |
| 第27弾 | 2003年8月25日 - 28日                     | シェイプアップ乱               | 徳弘正也                       |
| 第28弾 | 2003年11月24日 - 27日                    | ベルサイユのばら               | 池田理代子                     |
| 第28弾 | 2003年11月24日 - 27日                    | 三丁目の夕日・夕焼けの詩       | 西岸良平                       |
| 第28弾 | 2003年11月24日 - 27日                    | 漫画家残酷物語                 | 永島慎二                       |
| 第28弾 | 2003年11月24日 - 27日                    | GTroman                        | 西風                           |
| 第29弾 | 2004年2月23日 - 26日                     | はいからさんが通る             | 大和和紀                       |
| 第29弾 | 2004年2月23日 - 26日                     | 小さなお茶会                   | 猫十字社                       |
| 第29弾 | 2004年2月23日 - 26日                     | 自虐の詩                       | 業田良家                       |
| 第29弾 | 2004年2月23日 - 26日                     | ブルーシティー                 | 星野之宣                       |
| 第30弾 | 2004年6月28日 - 7月1日                   | まんが道                       | 藤子不二雄A                    |
| 第30弾 | 2004年6月28日 - 7月1日                   | 東京ラブストーリー             | 柴門ふみ                       |
| 第30弾 | 2004年6月28日 - 7月1日                   | BECK                           | ハロルド作石                   |
| 第30弾 | 2004年6月28日 - 7月1日                   | ボーダー                       | 狩撫麻礼 たなか亜希夫          |
| 第31弾 | 2004年11月29日 - 12月2日                 | 虹色のトロツキー               | 安彦良和                       |
| 第31弾 | 2004年11月29日 - 12月2日                 | 青い空を、白い雲がかけてった   | あすなひろし                   |
| 第31弾 | 2004年11月29日 - 12月2日                 | 富江                           | 伊藤潤二                       |
| 第31弾 | 2004年11月29日 - 12月2日                 | クマのプー太郎                 | 中川いさみ                     |
| 第32弾 | 2005年2月28日 - 3月3日                   | パタリロ!                      | 魔夜峰央                       |
| 第32弾 | 2005年2月28日 - 3月3日                   | お天気お姉さん                 | 安達哲                         |
| 第32弾 | 2005年2月28日 - 3月3日                   | 事件屋稼業                     | 関川夏央 谷口ジロー            |
| 第32弾 | 2005年2月28日 - 3月3日                   | 鋼の錬金術師                   | 荒川弘                         |
| 第33弾 | 2007年11月27日 - 29日                    | 真説ザ・ワールド・イズ・マイン | 新井英樹                       |
| 第33弾 | 2007年11月27日 - 29日                    | 魔女                           | 五十嵐大介                     |
| 第33弾 | 2007年11月27日 - 29日                    | のだめカンタービレ             | 二ノ宮知子                     |
| 第34弾 | 2008年6月17日 - 19日                     | へうげもの                     | 山田芳裕                       |
| 第34弾 | 2008年6月17日 - 19日                     | 男組                           | 雁屋哲 池上遼一                |
| 第34弾 | 2008年6月17日 - 19日                     | ハチミツとクローバー           | 羽海野チカ                     |
| 第35弾 | 2008年9月16日 - 18日                     | ハチワンダイバー               | 柴田ヨクサル                   |
| 第35弾 | 2008年9月16日 - 18日                     | 蒼天航路                       | 李學仁 王欣太                  |
| 第35弾 | 2008年9月16日 - 18日                     | よつばと!                      | あずまきよひこ                 |
| 第36弾 | 2009年10月20日 - 22日                    | ケロロ軍曹                     | 吉崎観音                       |
| 第36弾 | 2009年10月20日 - 22日                    | リストランテ・パラディーゾ     | オノ・ナツメ                   |
| 第36弾 | 2009年10月20日 - 22日                    | もやしもん                     | 石川雅之                       |
| 第37弾 | 2009年12月21日 - 23日                    | リアル                         | 井上雄彦                       |
| 第37弾 | 2009年12月21日 - 23日                    | 犬夜叉                         | 高橋留美子                     |
| 第37弾 | 2009年12月21日 - 23日                    | 青い花                         | 志村貴子                       |

## 備考
- オープニングコールは、声優の杉田智和や緑川光、宮村優子、田中真弓などが担当した。[要出典]
- 夜話シリーズで取り上げられた作品は、放送後に売り上げが上がると岡田が明かしている。[要出典]

## BSマンガ天国
1996年12月20日に放送された。内容は大きく3部に分かれ、第1部と第3部は生放送であった。

### 出演者（マンガ天国）
- ラサール石井 - 司会
- 藤原紀香 - アシスタント

### 番組構成（マンガ天国）
第1部・うれし恥ずかし70年代懐かしの少年マンガ（1時間30分）
1. いしかわと岡田によるスタジオの参加者へのインタビュー
『あしたのジョー』『宇宙戦艦ヤマト』『まことちゃん』『750ライダー』『サイクル野郎』『仮面ライダー』
2. FAX紹介（藤原紀香）
『タイガーマスク』『愛と誠』『あしたのジョー』
3. 4人の話（大月・いしかわ・夏目・岡田）
『デビルマン』『手天童子』『ハレンチ学園』『男一匹ガキ大将』『俺の空』『サラリーマン金太郎』『銀河鉄道999』『マカロニほうれん荘』『がきデカ』『聖闘士星矢』
4. スタジオマンガ意識調査（○×アンケート）
  - Q1：今でもマンガを読み続けている？
  - Q2：マンガを読んで泣いたことがあるか？
  - 『愛と誠』『ドタマじん太』（板井れんたろう）『ドラえもん』『おそ松くん』『パーマン』
  - Q3：親に隠れてマンガを読んだ経験がある？
  - 俺の空
  - Q4：マンガから人生を学んだことがある？
5. 4人の話
  - ラサール石井の泣いた本：『男一匹ガキ大将』、（最近では）『がんばれ元気』、『夏子の酒』
  - いしかわじゅんの泣いた本：『自虐の詩』（業田良家）
6. FAXコーナー（藤原紀香が紹介）
『銀河鉄道999』『マカロニほうれん荘』（鴨川つばめ）など
7. 4人の話
ギャグマンガ、『がきデカ』（山上たつひこ）と筒井康隆、漫才ブームなど
8. 質問コーナー
セイント星矢のラストは？など

第2部・ガラスの仮面の20年（30分）
- 作者・美内すずえのインタビュー、作品紹介
- 熱烈なファンの話：夢枕獏、清水ミチコ、黒田勇樹

第3部・ギャグマンガ・笑いの行方（1時間）
『こち亀』『がんばれタブチくん』『伝染るんです。』『もののふの記』（ほりのぶゆき）『まあじゃんほうろうき』（西原理恵子）『自虐の詩』（業田良家）『ホスピタル』（唐沢なをき）『じみへん』『ネ暗トピア』『レベルE』（冨樫義博）
他に、大橋つよしの竹書房の4コママンガなど。

## BSマンガ夜話 ライブ in 札幌
NHK札幌放送局主催で開催されたライブイベントである。テレビ放送は無かった。
| 日時                        | 会場         | 作品                                                   |
| --------------------------- | ------------ | ------------------------------------------------------ |
| 2000年1月29日 17:00 - 19:30 | 共済ホール   | 気分はもう戦争（1982年、原作・矢作俊彦／画・大友克洋） |
| 2001年1月29日               | Zepp Sapporo | さよならにっぽん（大友克洋）                           |

### 出演者（ライブ in 札幌）
2000年
- いしかわじゅん
- 岡田斗司夫
- 夏目房之介
- 大月隆寛
- 小嶋晶子（NHK札幌放送局） - アシスタント

### 構成
2000年
- 第1部・マンガ夜話ライブ（1時間）
- 第2部・夜話スペシャル トークバトル（1時間30分）
マンガ夜話の放送の裏話や、レギュラー出演者の素顔を紹介するほか、はがきで寄せられた視聴者の質問に答えた。

## 「ホッカイドウ学」的 マンガ学夜話
大月が在籍する札幌国際大学のプロジェクト「ホッカイドウ学」で漫画を取り上げたイベント。数多くの漫画家を生み出しながらもその背景や意味については周知されていないという北海道の実情を踏まえ、かつてのマンガ夜話のフォーマットで、なおかつ同番組のレギュラーを集めて考察してみようという趣旨。sapporo6hによるUstream配信があったほか、2012年3月17日のNHKニュースおはよう北海道土曜プラスでも紹介された。夏目は番組のレギュラーが数年ぶりに集結した点について「久しぶりに楽しい場」だったとしつつも、議題については「もともと、北海道出身のマンガ家が多い、ということ自体、どこまで統計的にいえるものかわからない上、北海道の風土とマンガ家たちの個性を関連付けるのも、相当あやうい話でもあり、全体にぼんやりした座談ではありました」と評している。
| 日時         | 会場           | 作品                          |
| ------------ | -------------- | ----------------------------- |
| 2012年3月6日 | ちえりあホール | 銀の匙 Silver Spoon（荒川弘） |

### 出演者（「ホッカイドウ学」的 マンガ学夜話）
- 大月隆寛
- いしかわじゅん
- 岡田斗司夫
- 夏目房之介
- 笹峯愛

## 関連商品
この番組をもとにした本が出版された。キネマ旬報社からvol.1からvol.11までムックが出版された。カンゼンからは単行本が発売された。ハピネット・ピクチャーズからDVDが発売された。
キネマ旬報社・ムック版
カンゼン・単行本版「ニューウェーブセレクション」
- 『童夢』（大友克洋）
- 『るきさん』（高野文子）
- 『自虐の詩』（業田良家）
- 『弥次喜多 in DEEP』（しりあがり寿）

ハピネット・ピクチャーズ・DVD（第1期）
- 『童夢』（大友克洋）
- 『攻殻機動隊』（士郎正宗）
- 『北斗の拳』（武論尊・原哲夫）
- 『ガラスの仮面』（美内すずえ）